# 普季切 (多馬尼夫卡區)
47°39′6″N 31°8′15″E / 47.65167°N 31.13750°E
普季切（烏克蘭語：Птиче），是烏克蘭南部的村莊，隸屬尼古拉耶夫州的沃茲涅先斯克區。該村始建於1930年，面積0.4平方公里，海拔高度64米，2001年人口79，人口密度每平方公里178.3人。